# Mehr als ein Lied
Mehr als ein Lied ist ein Lied der deutschen Sängerin und Songschreiberin Alexa Feser. Es stammt aus ihrem zweiten Studioalbum Gold von morgen und wurde von ihr in Zusammenarbeit mit Steve van Velvet geschrieben. Am 4. September 2015 wurde der Song als dritte Single aus dem Album ausgekoppelt, jedoch nicht so erfolgreich wie die vorherige Single Glück. Die Single erschien bei dem Label Warner Music.

## Veröffentlichung
Zur Veröffentlichung der Single wurde eine neue Version des Songs eingespielt, die für das Radio ausgelegt ist. Diese Version ist ein wenig schneller gestaltet, ist tanzbarer als das Original und ist fast zwanzig Sekunden kürzer, was für die Radiostationen besser ist. Die Single wurde am selben Tag veröffentlicht, wie die Deluxe-Version von Gold von morgen, bei der ein Livealbum enthalten ist. Somit dient Mehr als ein Lied zur Promotion der Wiederveröffentlichung.
| Nr. | Titel                             | Länge |
| --- | --------------------------------- | ----- |
| 1.  | Mehr als ein Lied (Radio-Version) | 3:22  |

## Musikvideo
Das 2015 gedrehte Musikvideo zu dem Lied wurde am 3. September 2015 auf dem Youtubekanal von ihrem Label Warner Music veröffentlicht. In dem Video sieht man Feser, wie sie mit einem Mann, der im Video ihren Freund spielt, zusammen Sachen unternimmt. Es gibt eine Szene in einem Plattenladen oder auch eine, wo Feser von ihrem Freund mit einem Einkaufswagen durch ein Parkhaus gefahren wird. Das Video konnte bis heute (Stand: August 2017) mehr als eine halbe Million Aufrufe verzeichnen.

## Mitwirkende
- Alexa Feser – Text, Gesang, Piano
- Steve van Velvet – Text
- Andreas Herbig – Produzent, Schlagzeug-Programming
- Tom Hessler – Gitarre
- Daniel Schaub – Gitarre
- Guido Craveiro – Bass
- Tim Lorenz – Schlagzeug